# Пријатељство
Пријатељство је позитиван однос између двоје или више људи, који осећају међусобну симпатију и поверење. Особе у пријатељском односу се називају „пријатељ“ или „пријатељица“. Појам се уобичајено односи на особе које нису у породичној вези. Пријатељство се темељи на љубави, поверењу и међусобном уважавању. Пријатељска веза се „склапа“, а ако иде према крају, „хлади“ се. У ширем смислу „пријатељство“ може означавати добре и често уговорно регулисане политичке односе између народа или држава. Студије о пријатељству су укључене у области социологије, социјалне психологије, антропологије, филозофије и зоологије.
Вредности које се налазе у пријатељствима су често резултат када особа демонстрира следеће основе:
- Тенденција за несебичну бригу за добробит других.
- Симпатија и емпатија.
- Поштење, у ситуацијама у којима може бити тешко за друге да говоре истину, посебно у погледу истичући нечије видне мане.
- Узајамно разумевање и саосећање.
- Поверење једно другом (способност да изрази осећања - укључујући у односу на друге акције - без страха да ће бити осуђени), могу да иду једни другима за емотивну подршку.
- Позитивни реципроцитет - однос се заснива на једнаким размена података између две стране.

У неким културама, концепт пријатељства је ограничен на мали број веома дубоких веза; у другим, као што су САД и Канада, особа може имати много пријатеља, а можда и интензивнију везу са једном или две особе, које се могу назвати добрим пријатељима или најбољим пријатељима. Остали колоквијални изрази укључују besties или најбоље пријатеље заувек (BFF). Иако постоји много облика пријатељства, од којих се неки могу разликовати од места до места, одређене карактеристике су присутне у многим таквим везама. Такве карактеристике укључују избор да буду једно са другим, уживање у времену проведеном заједно и могућност да се ангажују у позитивној улози и улози подршке једни другима.

## Развојна психологија

### Детињство
Разумевање пријатељства код деце има тенденцију да буде више фокусирано на области као што су заједничке активности, физичка близина и заједничка очекивања.‍:498 Ова пријатељства пружају прилику за игру и вежбање саморегулације.‍:246 Већина деце има тенденцију да опише пријатељство у смислу ствари као што је дељење, а већа је вероватноћа да ће деца делити са неким кога сматрају пријатељем.‍:246 Како деца сазревају, тако и постају. мање индивидуализовани и свеснији других. Они стичу способност да саосећају са својим пријатељима и уживају у игри у групама. Они такође доживљавају одбацивање вршњака док се крећу кроз средње детињство. Успостављање добрих пријатељстава у раном узрасту помаже детету да се касније у животу боље аклиматизира у друштву.
Према извештајима васпитача и мајки, 75% деце предшколског узраста имало је бар једног пријатеља. Ова цифра је порасла на 78% до петог разреда, мерено заједничким номинацијама као пријатељи, а 55% је имало заједничког најбољег пријатеља.‍:247 Утврђено је да је око 15% деце хронично без пријатеља, извештавајући периоде без узајамних пријатеља најмање шест месеци.‍:247 About 15% of children were found to be chronically friendless, reporting periods without mutual friends at least six months.‍:250
Студије су показале да пријатељства у детињству могу помоћи у развоју одређених вештина, као што су изградња емпатије и учење различитих техника решавања проблема. Обука родитеља може бити корисна у помагању деци да стекну пријатеље. Ајлин Кенеди-Мур описује три кључна састојка формирања дечјег пријатељства: (1) отвореност, (2) сличност и (3) заједничка забава. Родитељи такође могу помоћи деци да разумеју друштвене смернице које сама нису научила. Ослањајући се на истраживање Роберта Селмана и других, Кенеди-Мур истиче развојне фазе у дечјем пријатељству, одражавајући све већу способност разумевања перспективе других: „Желим то на свој начин“, „Шта је ту за мене?“, „По правилима“, „Брига и дељење“ и „Пријатељи кроз сито и решето“.

### Младост
У адолесценцији, пријатељства постају „више давања, дељења, искрености, подршке и спонтаности“. Адолесценти имају тенденцију да траже вршњаке који могу да обезбеде такве квалитете у реципрочном односу, и да избегавају вршњаке чије проблематично понашање сугерише да можда нису у стању да задовоље ове потребе. Личне карактеристике и диспозиције су такође карактеристике које траже адолесценти када бирају са ким ће започети пријатељство. Током адолесценције, пријатељски односи се више заснивају на сличном моралу и вредностима, лојалности и заједничким интересима него код деце, у којима пријатељства проистичу из узајамне близине и приступа играчкама.‍:246
Једна велика студија америчких адолесцената утврдила је како је њихово ангажовање у проблематичном понашању (као што су крађа, туча и изостанак) повезано са њиховим пријатељствима. Налази су показали да је мања вероватноћа да се адолесценти упуштају у проблематично понашање када су њихови другови били успешни у школи, учествовали у школским активностима, избегавали да пију и имали добро ментално здравље. Утврђено је супротно код адолесцената који су умали проблематично понашање. Да ли су адолесценти били под утицајем својих пријатеља да се упусте у проблематично понашање зависило је од тога колико су били изложени тим пријатељима и да ли су се они и њихове групе пријатељства „уклопиле“ у школу.
Пријатељства настала током после средњег образовања трају дуже од пријатељстава која су настала раније. У касној адолесценцији, међурасна пријатељства су обично неуобичајена, вероватно због предрасуда и културних разлика.

### Пунолетство
Пријатељство у одраслом добу пружа дружење, приврженост, као и емоционалну подршку и позитивно доприноси менталном благостању и побољшању физичког здравља.‍:426
Одраслим особама може бити посебно тешко да одржавају значајна пријатељства на радном месту. „На радном месту може да пуцкетати од конкуренције, тако да људи науче да сакрију слабости и необичне карактеристике од колега. Пријатељства на послу често попримају осећај трансакције; тешко је рећи где се умрежавање завршава, а почиње право пријатељство.“ За разлику од млађих људи, многи одрасли људи више цене своје финансијско благостање и сигурност коју им посао пружа него да развијају пријатељства са колегама.
Већина одраслих има у просеку два блиска пријатеља. Бројне студије са одраслима сугеришу да пријатељства и други односи подршке заиста повећавају самопоштовање.

### Старије особе
Старије одрасле особе и даље пријављују висок ниво личног задовољства својим пријатељствима како старе, чак и када укупан број пријатеља има тенденцију да опада. Ово задовољство је повезано са повећаном способношћу за обављање свакодневних активности, као и са смањеним падом когнитивних способности, мањим бројем случајева хоспитализације и бољим исходима у вези са рехабилитацијом.‍:427 Укупан број пријављених пријатеља у каснији живот може бити посредован повећаном луцидношћу, бољим говором и видом и брачним статусом.‍:53 Смањење броја пријатеља које појединац има како постаје старији објашњено је Карстенсеновом теоријом социоемоционалне селективности, која описује промене мотивације коју одрасли доживљавају при дружењу. Теорија наводи да повећање старости карактерише прелазак са прикупљања информација на емоционалну регулацију; Да би одржали позитивне емоције, старији одрасли ограничавају своје друштвене групе на оне са којима деле емоционалну везу.
Како је то изразила једна рецензија:
Истраживања у протекле четири деценије сада конзистентно откривају да старије одрасле особе које пријављују највиши ниво среће и општег благостања такође пријављују јаке, блиске везе са бројним пријатељима.
Како се породичне обавезе и професионални притисци смањују, пријатељства постају важнија. Међу старијима, пријатељства могу да обезбеде везе са већом заједницом, служе као заштитни фактор против депресије и усамљености и надокнаде потенцијалне губитке у социјалној подршци коју су раније давали чланови породице.‍:32–33 Посебно за људе који не могу да излази веома често, интеракције са пријатељима омогућавају континуирану друштвену интеракцију. Поред тога, старије одрасле особе са опадањем здравља које остају у контакту са пријатељима показују побољшано психичко благостање.